# Критерий оптимальности
Критерий оптимальности (критерий оптимизации) — характерный показатель решения задачи, по значению которого оценивается оптимальность найденного решения, то есть максимальное удовлетворение поставленным требованиям. 
В одной задаче может быть установлено несколько критериев оптимальности.

## Оптимизационные задачи
Оптимизация — процесс нахождения наилучшего или оптимального решения (оптимальности) какой-либо задачи (набора параметров) при заданных критериях. Характеризуя объект, сложно выбрать такой один критерий, который бы обеспечил всю полноту требований. А стремление к всеобъемлющему решению и назначение большого числа критериев сильно усложняет задачу. Поэтому в разных задачах количество критериев может быть различным. Задачи однокритериальной оптимизации (с одним критерием оптимизации) иногда называют скалярными, а многокритериальной — векторной оптимизацией. Кроме того, количество параметров, характеризующих оптимизируемый объект (задачу), также может быть различным, причём параметры могут меняться непрерывно или дискретно (дискретная оптимизация).
В предельном случае решение практических задач можно свести к задаче двухкритериальной оптимизации, критериями в которой являются «цена» и «качество» (так называемое «цена-качество»). Это наглядно позволяет учесть и экономические (цена), и производственно-технические (качество продукции) требования. Сведение задачи к однокритериальной требует введения существенных допущений, но облегчает окончательный выбор.
Оптимизационные задачи активно используются там, где важно получение высокоэффективного результата, например, в экономике, технике, информатике. Простейшим примером технико-экономической оптимизационной задачи может быть выбор диаметра трубопровода, по которому насосом перекачивается жидкость. При уменьшении диаметра трубы снижается её стоимость, но увеличиваются затраты энергии на перекачку жидкости из-за возросшего гидравлического сопротивления.
Примером задачи многопараметрической (двухпараметрической) оптимизации будет задача выбора диаметра трубопровода с горячей жидкостью или паром, так как одновременно выбирается диаметр трубопровода и толщина тепловой изоляции при постоянстве остальных. При этом оба параметра дискретны, так как существуют как сортамент труб, так и типовые параметры готовых теплоизоляционных сегментов.
Оптимизации подлежат параметры многих технологических процессов, объёмы производства предприятий, уровни надёжности продукции и мн. др.
Как правило, решение оптимизационной задачи распадается на следующие этапы:
- анализ ситуации и формулировка задачи;
- определение параметров решения, подлежащих оптимизации (то есть тех, которые могут быть изменены в ходе решения);
- установление допустимой области существования параметров, то есть ограничений, налагаемых на параметры и их сочетания;
- выбор и оценка влияния внешних факторов, учитываемых в ходе решения;
- выбор критериев оптимальности;
- построение целевой функции (математической модели), которая выдавала бы показатели, соответствующие выбранным критериям;
- выбор математического метода оптимизационных расчётов;
- проведение расчётов и оценка полученных решений по выбранным критериям;
- окончательное принятие решения с учётом неопределённости и риска.

Следует подчеркнуть, что оптимизация в отличие от обычного сравнения вариантов предполагает рассмотрение всех решений, попадающих в область допустимых значений параметров. Те решения, в процессе поиска которых не проводился полный просмотр возможных вариантов, обычно называют «рациональными».

## Критерии оптимальности
Правильный выбор критериев играет существенную роль в выборе оптимального решения. В теории принятия решений не найдено общего метода выбора критериев оптимальности. В основном руководствуются опытом или рекомендациями.
Наиболее изучен вопрос для финансово-экономических задач, в которых зачастую применяется единственный критерий — максимум показателя эффективности, прибыли, либо максимум рентабельности, либо минимум срока окупаемости и т. п. Применение для технических задач только одного критерия (например, максимум уровня безопасности, минимум потребления энергии, минимум экологического ущерба) часто приводит к абсурдным результатам, выходящим за область допустимых решений, поэтому обычно сочетается с экономическими критериями (например, минимум стоимости или максимум дохода).
Большие сложности вызывают «неисчисляемые» критерии оптимальности, которые касаются, например, гуманитарных вопросов, художественного впечатления, изменения ландшафта и т. п. (например, максимум удобства, красоты). Для учёта таких критериев могут применяться экспертные оценки.
Наиболее разработаны методы однокритериальной оптимизации, в большинстве случаев позволяющие получить однозначное решение. В задачах многокритериальной оптимизации абсолютно лучшее решение выбрать невозможно (за исключением частных случаев), так как при переходе от одного варианта к другому, как правило, улучшаются значения одних критериев, но ухудшаются значения других. Состав таких критериев называется противоречивым, и окончательно выбранное решение всегда будет компромиссным. Компромисс разрешается введением тех или иных дополнительных ограничений или субъективных предположений. Поэтому невозможно говорить об объективном единственном решении такой задачи.
Часто многокритериальную задачу сводят к однокритериальной применением «свёртки» критериев в один комплексный, называемый целевой функцией (или функцией полезности). Например, в конкурсных процедурах выбора подрядчиков и поставщиков целевая функция рассчитывается на основе балльных критериев. В ряде случаев успешно применяются ранжирование и последовательное применение критериев оптимальности, метод анализа иерархий.
Иногда общим методом для многокритериальных задач называют оптимальность по Парето, которое позволяет найти ряд «неулучшаемых» решений, однако этот метод не гарантирует глобальной оптимальности решений. Менее известна «оптимальность по Слейтеру».

### Нормирование критериев (скалярное ранжирование)
Для удобства и однозначности восприятия критерии Ki (где i = 1,…, m; m — число критериев) нормируют (скаляризуют), то есть обычно приводят к следующему виду:
- Ki ≥ 0;
- критерии Ki убывают с улучшением решения, с ростом качества проектируемого объекта (встречается и обратное требование).

Например, минимальная цена, потери энергии (равны 1- КПД);
- предпочтительно критерии приводить к безразмерному виду.

например, относительная цена (по отношению к цене самого дорогого варианта);
- как следствие, наилучшее значение критерия равно нулю. Решения, у которого все критерии нулевые (Ki = 0), соответствует идеальному конечному результату (ИКР), когда объекта нет, но его функция выполняется.